# أكتوبر (يافع)

تعديل مصدري - تعديل

أكتوبر هي إحدى قرى عزلة لبعوس بمديرية يافع التابعة لمحافظة لحج، بلغ تعداد سكانها 420 نسمة حسب تعداد اليمن لعام 2004.